# Lynn Shelton
Lynn Shelton (Oberlin, 27 agosto 1965 – Los Angeles, 16 maggio 2020) è stata una regista, sceneggiatrice, attrice e produttrice cinematografica statunitense.

## Biografia

### Educazione
Shelton crebbe a Seattle. Affermava di essere stata una persona audace quando era ancora una ragazzina, ma di aver perso la fiducia nella sua creatività nell'età adolescenziale. Quest' esperienza le ha permesso di esplorare il tema nel suo film We Go Way Back.
Dopo il liceo, frequentò l'Oberlin College in Ohio e poi l'Università di Washington. In seguito si trasferì a New York per seguire il programma Master's of Fine Arts sulla fotografia. 
Iniziò a lavorare nel mondo del cinema come montatrice e fece una serie di cortometraggi sperimentali che sono stati descritti come "compiuti", fornendo le basi per il "sottile, quasi antropologico controllo" esercitato nelle opere successive.

### Carriera cinematografica
Nel 2004, Shelton diresse il suo primo lungometraggio, We Go Way Back. Descritto come "lucido" e "impressionistico", il film parla di un'attrice di 23 anni, Kate, di fronte alla sé stessa di 13 anni. Il dialogo tra le due  Kate inizia nella memoria, per poi culminare in un'apparizione dello spettro della sua repressa e precoce gioventù.
Il film  Humpday è stato premiato al Sundance Film Festival, acquisito da Magnolia Pictures e mostrato al Festival del cinema di Cannes, Seattle International Film Festival, South by Southwest e altri festival cinematografici.

### Vita personale
Fu sposata con il musicista Kevin Seal dal 2011 al 2019 In seguito si legò sentimentalmente al cabarettista Marc Maron.

#### Morte
Affetta da una malattia del sistema sanguigno, Lynn Shelton è morta a Los Angeles il 16 maggio 2020, all'età di 54 anni.

## Filmografia

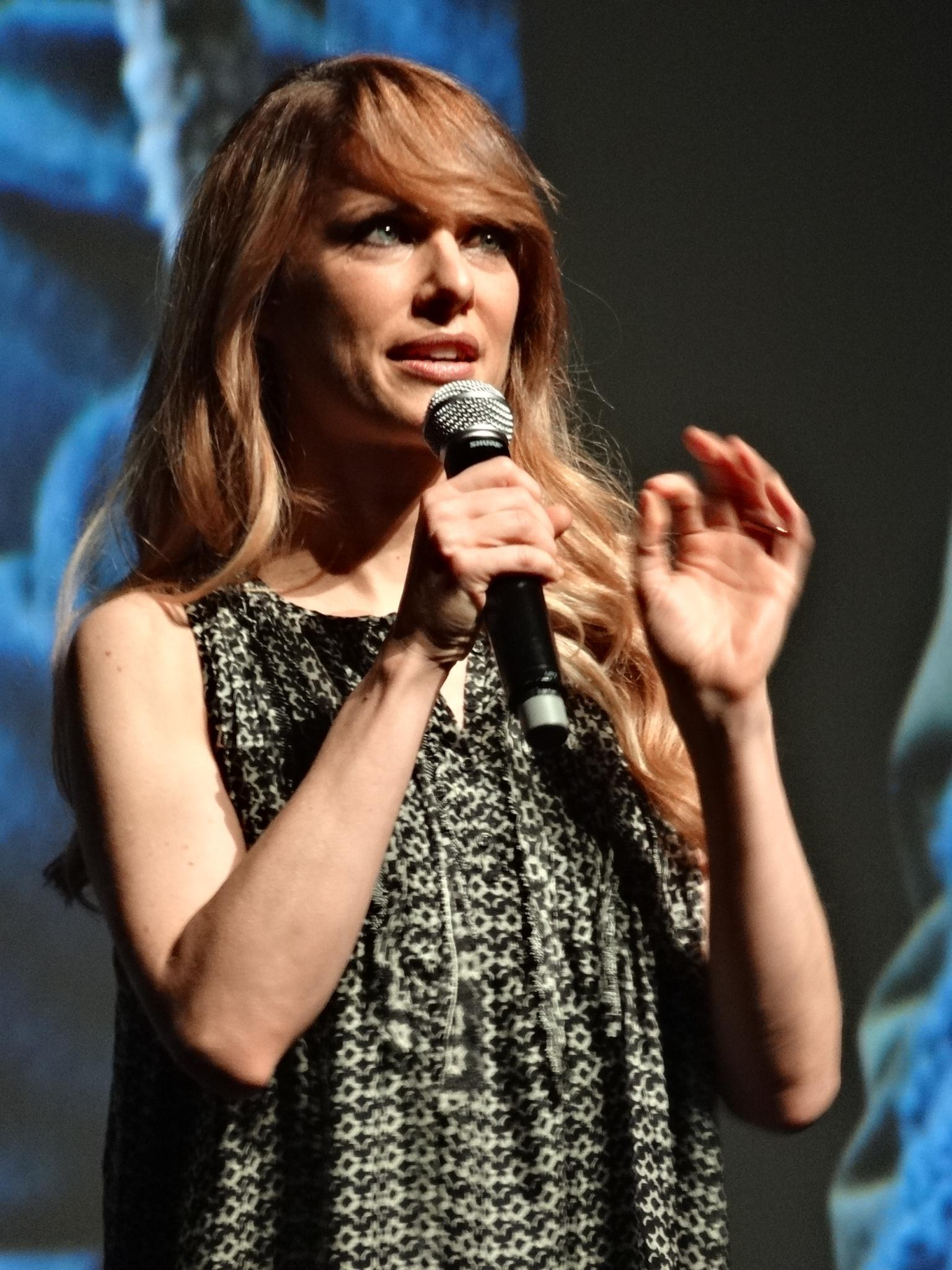
Lynn Shelton nel 2012

### Regista

#### Cinema
- We Go Way Back (2006)
- What the Funny (2008)
- My Effortless Brilliance (2008)
- Humpday - Un mercoledì da sballo (Humpday, 2009)
- Your Sister's Sister (2012)
- Touchy Feely (2013)
- Dimmi quando (Laggies, 2014)
- Outside In (2017)
- Sword of Trust (2019)

#### Televisione
- Mad Men – serie TV, 1 episodio (2010)
- New Girl – serie TV, 5 episodi (2012-2014)
- Ben and Kate – serie TV, 1 episodio (2012)
- The Mindy Project – serie TV, 2 episodi (2014-2015)
- Master of None – serie TV, 2 episodi (2015)
- Shameless – serie TV, 1 episodio (2016)
- Maron – serie TV, 2 episodi (2016)
- The Good Place – serie TV, 1 episodio (2017)
- Santa Clarita Diet – serie TV, 1 episodio (2017)
- Casual – serie TV, 6 episodi (2016-2017)
- Ghosted – serie TV, 1 episodio (2017)
- Fresh Off the Boat – serie TV, 9 episodi (2015-2017)
- Love – serie TV, 4 episodi (2017-2018)
- A.P. Bio – serie TV, 2 episodi (2018-2019)
- GLOW – serie TV, 5 episodi (2017-2019)
- Dickinson – serie TV, 2 episodi (2019)
- The Morning Show – serie TV, 1 episodio (2019)
- Little Fires Everywhere – miniserie TV, 4 episodi (2020)

### Sceneggiatrice
- We Go Way Back, regia di Lynn Shelton (2006)
- My Effortless Brilliance, regia di Lynn Shelton (2008)
- Humpday - Un mercoledì da sballo (Humpday), regia di Lynn Shelton (2009)
- Your Sister's Sister, regia di Lynn Shelton (2012)
- Do Not Disturb, regia di Yvan Attal (2012) - soggetto
- Touchy Feely, regia di Lynn Shelton (2013)
- Et ta soeur, regia di Marion Vernoux (2015) - soggetto
- Outside In, regia di Lynn Shelton (2017)
- Sword of Trust, regia di Lynn Shelton (2019)

### Attrice
- Nights and Weekends, regia di Greta Gerwig e Joe Swanberg (2008)
- Moving, regia di Megan Griffiths (2008) - cortometraggio
- Young American Bodies – serie TV, 9 episodi (2007-2008)
- Humpday - Un mercoledì da sballo (Humpday), regia di Lynn Shelton (2009)
- One Shot Film, regia di Joe Swanberg (2009) - cortometraggio
- Your Lucky Day, regia di Dan Brown (2010) - cortometraggio
- The Off Hours, regia di Megan Griffiths (2011)
- The Catechism Cataclysm, regia di Todd Rohal (2011)
- Safety Not Guaranteed, regia di Colin Trevorrow (2012)
- Junk, regia di Kevin Hamedani (2012)
- Prince Avalanche, regia di David Gordon Green (2013) - voce
- Lucky Them, regia di Megan Griffiths (2013)
- Waxie Moon in Fallen Jewel, regia di Wes Hurley (2015)
- Maron – serie TV, 1 episodio (2016)
- Sword of Trust, regia di Lynn Shelton (2019)

### Montatrice
- Outpatient, regia di Alec Carlin (2002)
- 8 Minutes to Love, regia di Thom Harp (2004) - cortometraggio
- Afternoon Delight, regia di Thom Harp (2004) - cortometraggio
- Hedda Gabler, regia di Paul Willis (2004)
- Hello, regia di John Helde (2005) - cortometraggio
- We Go Way Back, regia di Lynn Shelton (2006)
- Diggers, regia di Cheryl Slean (2007) - cortometraggio
- My Effortless Brilliance, regia di Lynn Shelton (2008)
- Eros, regia di Megan Griffiths (2009) - cortometraggio
- Touchy Feely, regia di Lynn Shelton (2013)

### Produttrice
- My Effortless Brilliance, regia di Lynn Shelton (2008)
- Humpday - Un mercoledì da sballo (Humpday), regia di Lynn Shelton (2009)
- Your Sister's Sister, regia di Lynn Shelton (2012)
- Sword of Trust, regia di Lynn Shelton (2019)
- Little Fires Everywhere – miniserie TV, 8 episodi (2020)